# Vevay
Vevay és una població dels Estats Units a l'estat d'Indiana. Segons el cens del 2000 tenia 1.735 habitants.

## Demografia
Segons el cens del 2000, Vevay tenia 1735 habitants, 719 habitatges, i 437 famílies. La densitat de població era de 452,6 habitants/km².
Dels 719 habitatges en un 29,3% hi vivien nens de menys de 18 anys, en un 40,2% hi vivien parelles casades, en un 16,6% dones solteres, i en un 39,1% no eren unitats familiars. En el 33,8% dels habitatges hi vivien persones soles el 15,9% de les quals corresponia a persones de 65 anys o més que vivien soles. El nombre mitjà de persones vivint en cada habitatge era de 2,29 i el nombre mitjà de persones que vivien en cada família era de 2,92.
Per edats la població es repartia de la següent manera: un 24,4% tenia menys de 18 anys, un 9,1% entre 18 i 24, un 25,2% entre 25 i 44, un 22% de 45 a 60 i un 19,2% 65 anys o més.
L'edat mediana era de 38 anys. Per cada 100 dones de 18 o més anys hi havia 77,2 homes.
La renda mediana per habitatge era de 27.448 $ i la renda mediana per família de 32.857 $. Els homes tenien una renda mediana de 28.068 $ mentre que les dones 20.167 $. La renda per capita de la població era de 15.477 $. Entorn de l'11,4% de les famílies i el 15,1% de la població estaven per davall del llindar de pobresa.

## Poblacions més properes
El següent diagrama mostra les poblacions més properes.